# Toile cirée
Pour les articles homonymes, voir Toile cirée (homonymie).
Ne doit pas être confondu avec Toile huilée.

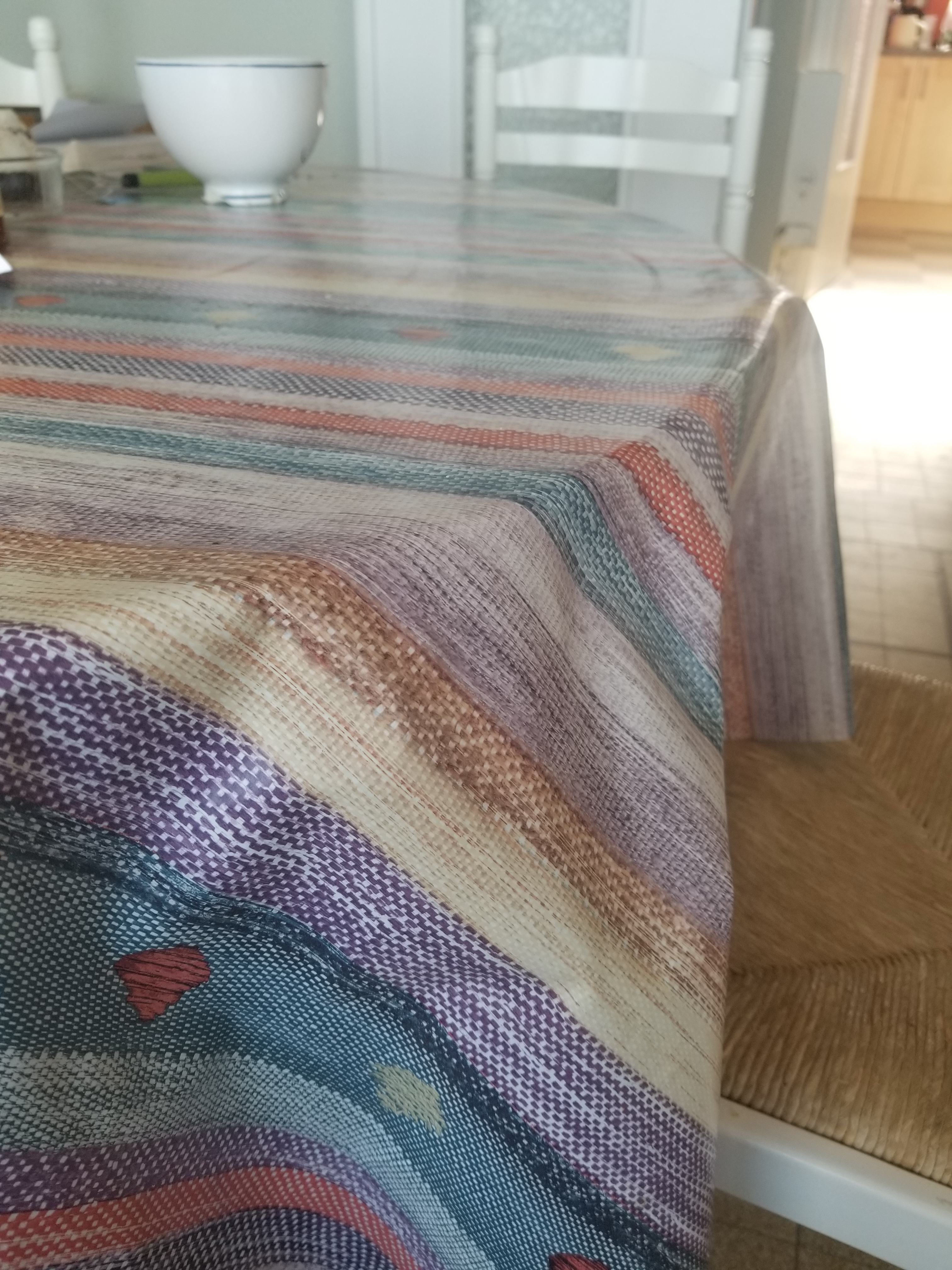
Table recouverte d'une toile cirée multicolore

Une toile cirée (ou toile enduite) est un tissu, habituellement de coton ou de lin, traité avec du vernis à base d'huile de lin pour le rendre hydrofuge. Cierger une étoffe consiste à la garnir de cire.
Dans le Dictionnaire technologique, ou Nouveau dictionnaire universel des arts et métiers, et de l'économie industrielle et commerciale (tome XI de l'édition de 1839), on peut lire à l'article "Toiles cirées" :

« On désigne encore sous ce nom, des toiles imperméables plus fines que celles qui doivent servir pour les tentes, les bâches et les emballages de fatigue. Ces toiles sont employées pour envelopper divers objets que l'on a seulement en vue de préserver de l'humidité ou de l'action de l'air. C'est ainsi que l'on en fait usage pour garantir des variations atmosphériques ou des intempéries des saisons, les guitares, les harpes, et qu'on s'en sert pour recouvrir des chapeaux, des schakos et les gibernes. Très souvent, on ne recouvre les toiles d'un enduit que d'un côté seulement. Les Anglais en font depuis fort longtemps.
Dès le commencement de la révolution de [17]89, M. Desquimare a fabriqué en France, des tissus d'une imperméabilité complète à l'eau, même sous une assez forte pression. Leur préparation consiste ordinairement :
1. dans un encollage à la colle de pâte, afin de boucher les mailles de la toile, qui est toujours très claire ;
2. dans l'application de deux couches de blanc de Meudon délayé dans l'huile de lin ;
3. dans le ponçage ;
4. dans l'application des couches de couleur ;
5. enfin, on vernit la toile enduite, et parfois aussi on ponce chacune des couches de vernis , comme on le fait pour les voitures, les tabatières…. »

En 1874, Eugène Maréchal fonde à Vénissieux, une entreprise spécialisée dans la toile cirée, qui deviendra Vénilia, puis Venivov, avant de fermer définitivement ses portes le 10 novembre 2016. Au plus fort de son activité, elle avait employé 1 200 personnes.
À la fin des années 1950, "toile cirée" est devenue synonyme de tissu enduit de vinyle.

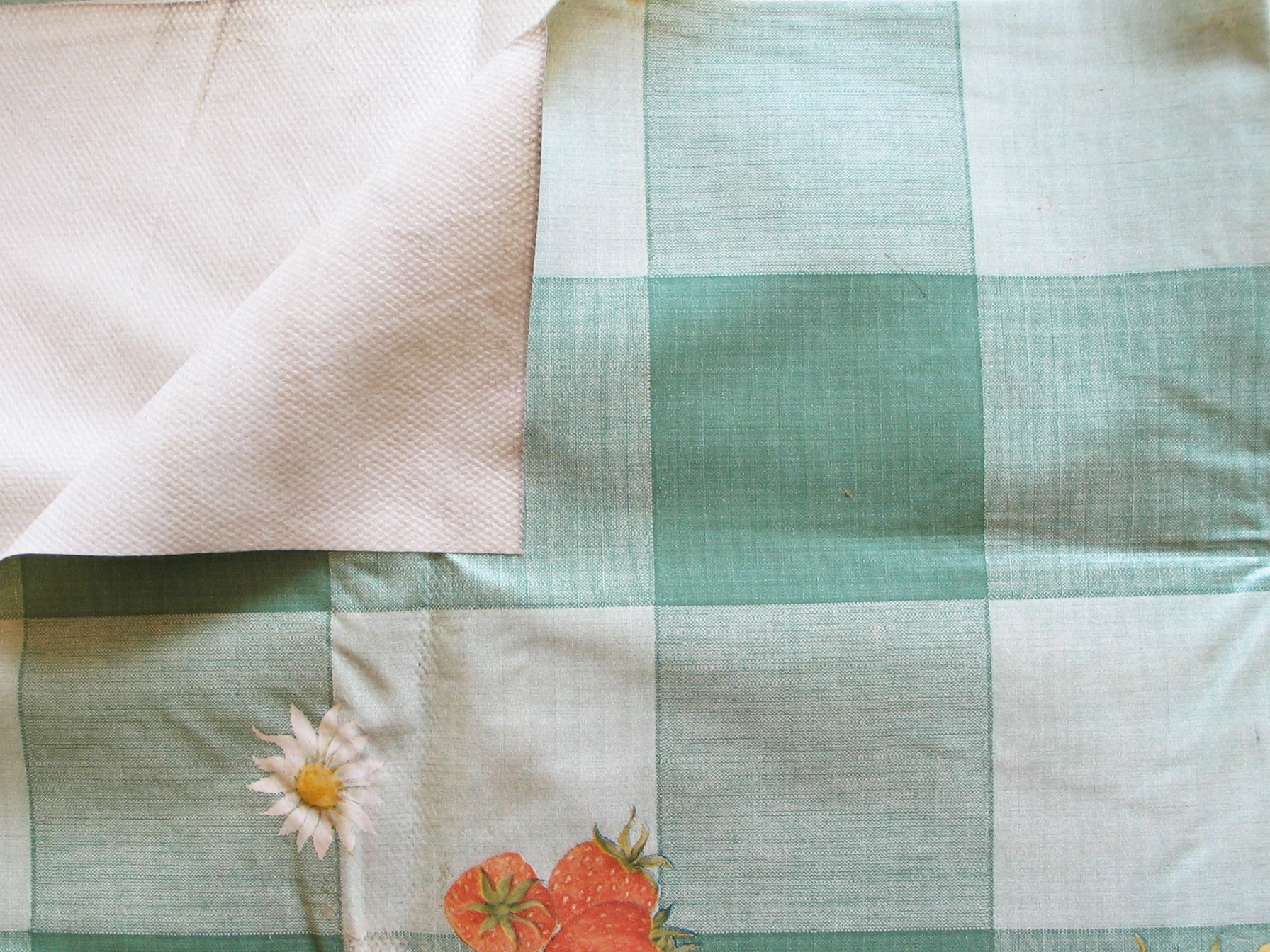
Une toile cirée.

## Utilisation
La toile cirée est utilisée pour fabriquer des tentes, des cirés, des nappes, des recouvrements, des étagères ou des protecteurs divers pour les meubles et le sol.
Il en existe avec de jolis motifs ou des couleurs attrayantes qui en font un objet de décoration à part entière.